# Španie Pole
Španie Pole este o comună slovacă, aflată în districtul Rimavská Sobota din regiunea Banská Bystrica. Localitatea se află la altitudinea de 375 m deasupra n.m., se întinde pe o suprafață de 9,19 km2 și în 2017 număra 82 de locuitori.

## Istoric
Localitatea Španie Pole este atestată documentar din 1301.

## Demografie
| An:                | 1994 | 2004    | 2014   | 2024    |
| ------------------ | ---- | ------- | ------ | ------- |
| Număr de persoane: | 107  | 87      | 83     | 72      |
| Diferență:         |      | −18,69% | −4,59% | −13,25% |

| An:                | 2023 | 2024   |
| ------------------ | ---- | ------ |
| Număr de persoane: | 76   | 72     |
| Diferență:         |      | −5,26% |